# توم جيويل
توم جيويل (13 يناير 1991 بريدنغ في المملكة المتحدة - ) (بالإنجليزية: Tom Jewell)‏ هو لاعب كريكت بريطاني. لعب مع نادي مقاطعة سري للكريكت ‏.